# William Cartwright (1606-1686)
Pour les articles homonymes, voir William Cartwright et Cartwright.
William Cartwright, né en 1606 et mort le 17 décembre 1686, est un comédien anglais, fils de William Cartwright (floruit 1598-1636), également comédien. Il a joué dans de nombreuses pièces de théâtre sur une durée allant de l'époque absolutiste de Charles Ier au contexte libéral de la Restauration anglaise, en passant par la période puritaine de la Première Révolution anglaise et la république (Commonwealth) instituée par Oliver Cromwell au cours de l'interrègne. On le trouve notamment dans la distribution de la première représentation, en 1675, de La Provinciale de William Wycherley, pièce emblématique du théâtre de la Restauration anglaise.
William Cartwright était aussi libraire et, ne pouvant exercer son métier de comédien au cours des 18 années d'interdiction de toutes représentations théâtrales imposées par Cromwell, il eut le courage de réimprimer et de publier, en 1658, sous le titre « The Actors Vindication » (De la légitimité des comédiens), une nouvelle édition d'un ouvrage de Thomas Heywood déjà paru en 1612, à l'origine intitulé « An Apology for Actors » (Plaidoyer en faveur des comédiens) .